# Сан-Марко-ла-Катола
Сан-Марко-ла-Катола (італ. San Marco la Catola) — муніципалітет в Італії, у регіоні Апулія,  провінція Фоджа.
Сан-Марко-ла-Катола розташований на відстані близько 210 км на схід від Рима, 170 км на захід від Барі, 55 км на захід від Фоджі.
Населення — 1030 осіб (2014).
Щорічний фестиваль відбувається 19 серпня. Покровитель — San Liberato Martire.

## Демографія
Населення за роками:

Станом на 1 січня 2023 року в муніципалітеті офіційно проживали 22 іноземці з 9 країн, серед них 7 громадян країн Євросоюзу.

## Сусідні муніципалітети
- Челенца-Вальфорторе
- Сан-Бартоломео-ін-Гальдо
- Туфара
- Вольтурара-Аппула